# Mary Lois Finley
Mary Lois Finley (Gray, 25 agosto 1946) è un'ex cestista statunitense.

## Carriera
Con gli Stati Uniti disputò i Campionati mondiali del 1967 e vinse la medaglia d'argento con gli Stati Uniti ai Giochi panamericani di Winnipeg 1967.